# Traditionsargument
Ein Traditionsargument, Traditionsverweis oder Traditionsappell (lateinisch argumentum ad antiquitatem, englisch appeal to tradition, appeal to antiquity, appeal to traditional wisdom, proof from tradition, appeal to past practice, traditional wisdom oder appeal to common practice) ist ein Fehlschluss. Es kommt insbesondere in der Rhetorik zur Anwendung.
Das Traditionsargument ist ein Spezialfall des argumentum ad naturam und ein Autoritätsargument. Das Gegenstück zum Traditionsargument ist das argumentum ad novitatem.

## Form
Ein Traditionsargument hat die folgende Form:
1. X wurde lange Zeit so gemacht.
2. Also sollte weiterhin X gemacht werden.

## Beispiele
- „Wir haben das schon immer so gemacht.“
- „Ich lasse mir von niemandem etwas sagen, der jünger ist als ich.“
- „Früher sind wir auch ohne Helm auf dem Motorrad gefahren.“
- „Sklaverei gab es früher doch auch. Da ist also nichts falsch daran.“
- „Schon in der Vorzeit wusste man, dass die Erde flach ist.“
- „Tabak haben schon die amerikanischen Ureinwohner verwendet. Das kann gar nicht schädlich sein.“
- „Stierkampf ist eine alte Tradition. Das dürfen Tierschützer nicht kaputt machen.“